# 1979-es Formula–1 amerikai nagydíj
A kelet-amerikai nagydíj volt az 1979-es Formula–1 világbajnokság tizenötödik futama.

## Futam
Az évadzáró versenyt Watkins Glenben tartották, ahol Alan Jones, aki az előző öt versenyből négyet megnyert, megszerezte a pole-t. A második helyről Piquet indult az új Brabham BT49-essel, amely az előző futamon debütált. A harmadik helyet Gilles Villeneuve szerezte meg Laffite és Regazzoni előtt. A verseny napjaiban esett az eső, de a futam előtt elállt, bár a pálya továbbra is nedves maradt. A versenyzők esőgumival indultak, a rajtnál Villeneuve állt az élre Jones, Reutemann és Laffite előtt. Laffite és Reutemann hamar kiesett, így a harmadik helyet Regazzoni szerezte meg Scheckter előtt. Mindketten kiálltak slick gumikért, így Jabouille jött fel harmadiknak, de motorja tönkrement, így helyezése Arnoux-é lett. A 31. körben Villeneuve is kiállt a boxba, majd Jones is követte. Miután az ausztrál visszatért a pályára, az egyik kereke leesett, így Villeneuve nagy előnnyel győzött Arnoux, Pironi és Elio de Angelis (Shadow) előtt.
| Helyezés | #  | Versenyző             | Csapat/Motor    | Körök | Idő/Kiesés oka | Rajthely | Pontszám |
| -------- | -- | --------------------- | --------------- | ----- | -------------- | -------- | -------- |
| 1        | 12 | Gilles Villeneuve     | Ferrari         | 59    | 1:52:17,734    | 3        | 9        |
| 2        | 16 | René Arnoux           | Renault         | 59    | +48,787        | 7        | 6        |
| 3        | 3  | Didier Pironi         | Tyrrell-Ford    | 59    | +53,199        | 10       | 4        |
| 4        | 18 | Elio de Angelis       | Shadow-Ford     | 59    | +1:30,512      | 20       | 3        |
| 5        | 9  | Hans-Joachim Stuck    | ATS-Ford        | 59    | +1:41,259      | 14       | 2        |
| 6        | 7  | John Watson           | McLaren-Ford    | 58    | +1 kör         | 13       | 1        |
| 7        | 14 | Emerson Fittipaldi    | Fittipaldi-Ford | 54    | +5 kör         | 23       |          |
| Kiesett  | 6  | Nelson Piquet         | Brabham-Ford    | 53    | Erőátvitel     | 2        |          |
| Kiesett  | 33 | Derek Daly            | Tyrrell-Ford    | 52    | Kicsúszás      | 15       |          |
| Kiesett  | 11 | Jody Scheckter        | Ferrari         | 48    | Gumi           | 16       |          |
| Kiesett  | 29 | Riccardo Patrese      | Arrows-Ford     | 44    | Felfüggesztés  | 19       |          |
| Kiesett  | 27 | Alan Jones            | Williams-Ford   | 36    | Kerék          | 1        |          |
| Kiesett  | 22 | Marc Surer            | Ensign-Ford     | 32    | Motorhiba      | 21       |          |
| Kiesett  | 28 | Clay Regazzoni        | Williams-Ford   | 29    | Baleset        | 5        |          |
| Kiesett  | 5  | Ricardo Zunino        | Brabham-Ford    | 25    | Kicsúszás      | 9        |          |
| Kiesett  | 15 | Jean-Pierre Jabouille | Renault         | 24    | Motorhiba      | 8        |          |
| Kiesett  | 20 | Keke Rosberg          | Wolf-Ford       | 20    | Baleset        | 12       |          |
| Kiesett  | 8  | Patrick Tambay        | McLaren-Ford    | 20    | Motorhiba      | 22       |          |
| Kiesett  | 4  | Jean-Pierre Jarier    | Tyrrell-Ford    | 18    | Baleset        | 11       |          |
| Kiesett  | 1  | Mario Andretti        | Lotus-Ford      | 16    | Váltó          | 17       |          |
| Kiesett  | 2  | Carlos Reutemann      | Lotus-Ford      | 6     | Kicsúszás      | 6        |          |
| Kiesett  | 26 | Jacques Laffite       | Ligier-Ford     | 3     | Kicsúszás      | 4        |          |
| Kiesett  | 25 | Jacky Ickx            | Ligier-Ford     | 2     | Kicsúszás      | 24       |          |
| Kiesett  | 35 | Bruno Giacomelli      | Alfa Romeo      | 0     | Kicsúszás      | 18       |          |
| NK       | 36 | Vittorio Brambilla    | Alfa Romeo      |       |                |          |          |
| NK       | 30 | Jochen Mass           | Arrows-Ford     |       |                |          |          |
| NK       | 17 | Jan Lammers           | Shadow-Ford     |       |                |          |          |
| NK       | 31 | Héctor Rebaque        | Rebaque-Ford    |       |                |          |          |
| NK       | 19 | Alex Ribeiro          | Fittipaldi-Ford |       |                |          |          |
| NK       | 24 | Arturo Merzario       | Merzario-Ford   |       |                |          |          |

## A világbajnokság végeredménye
| H   | Versenyzők        | Pont    | H   | Konstruktőrök      | Pont |
| --- | ----------------- | ------- | --- | ------------------ | ---- |
| 1.  | Jody Scheckter    | 51 (60) | 1.  | Ferrari            | 113  |
| 2.  | Gilles Villeneuve | 47 (53) | 2.  | Williams-Ford      | 75   |
| 3.  | Alan Jones        | 40 (43) | 3.  | Ligier-Ford        | 61   |
| 4.  | Jacques Laffite   | 36      | 4.  | Lotus-Ford         | 39   |
| 5.  | Clay Regazzoni    | 29 (32) | 5.  | Tyrrell-Ford       | 28   |
| 6.  | Carlos Reutemann  | 20 (25) | 6.  | Renault            | 26   |
| 7.  | Patrick Depailler | 20 (22) | 7.  | McLaren-Ford       | 15   |
| 8.  | René Arnoux       | 17      | 8.  | Brabham-Alfa Romeo | 7    |
| 9.  | John Watson       | 15      | 9.  | Arrows-Ford        | 5    |
| 10. | Didier Pironi     | 14      | 10. | Shadow-Ford        | 3    |

(A teljes lista)

## Statisztikák
Vezető helyen:
- Gilles Villeneuve: 54 (1-31 / 37-59)
- Alan Jones: 5 (32-36)

Gilles Villeneuve 4. győzelme, Alan Jones 3. pole-pozíciója, Nelson Piquet 1. leggyorsabb köre.
- Ferrari 79. győzelme.

Jacky Ickx 120-ik, Arturo Merzario és Hans-Joachim Stuck utolsó versenye.